# Sitz im Leben
Nella esegesi biblica, Sitz im Leben è una frase tedesca letteralmente tradotta con "posto nella vita". In diversi contesti la traduzione varia. Essa indica il contesto vitale che ha dato origine a una tradizione narrativa orale e successivamente a un testo scritto.

## Origine
Il termine ha origine dal teologo protestante tedesco Hermann Gunkel ed è un ingrediente essenziale della critica delle forme da lui sviluppata. Esso indica il contesto socio-culturale in cui si è sviluppato un determinato passaggio della Bibbia. Non è possibile, infatti, comprendere il significato originale di un brano senza aver messo a fuoco le caratteristiche di chi scrive e del lettore a cui il brano è indirizzato, i motivi per cui il testo è stato scritto, ecc. Solitamente il primo passo per la definizione del sitz im leben di un brano è l'identificazione del suo "genere letterario", cioè, per esempio, la classificazione del materiale come lettera, poema di lamento, parabola, salmo, canzone, ecc. e all'interno di questi genere individuare tipologie più omogenee, che raccolgono testi nati in "sitz im leben" analoghi.
Ad esempio, un salmo può avere il suo Sitz nel culto del Tempio o nel senso di ingiustizia causato dalla rigida struttura della società di Gerusalemme o in altre situazioni vitali. 
Estrapolato dal suo contesto primario, il significato originario del passaggio diventa incomprensibile. Uno dei maggiori obbiettivi dell'ermeneutica (interpretazione contestualizzata) è di scoprire il più possibile il Sitz im leben dei testi.

## Uso
Oggigiorno il termine è utilizzato anche al di fuori dalla ricerca teologica, in particolare in linguistica, quando è necessario prendere in considerazione gli aspetti sociologici di un testo. Ad esempio: il Sitz im Leben delle rime della conta inglese Eeny, meeny, miny, moe è un gruppo di bambini che decidono chi parteciperà al gioco; quindi, quando i bambini cantano questa canzone noi possiamo evincere che essi stanno decidendo chi deve giocare, ma se noi siamo ignari del suo contesto, la rima appare semplicemente come un nonsenso sulle dita dei piedi di un bimbo o, nella versione statunitense, di una tigre.
Si comprende, quindi, come il Sitz im Leben sia determinato dalla pragmatica del testo.